# Stade de Bon Rencontre
Das Stade de Bon Rencontre ist ein Fußballstadion in der südfranzösischen Stadt  Toulon im Département Var. Es ist nach dem Stade Mayol das zweitgrößte Stadion der Stadt. Seit 1955 spielt der Fußballverein Sporting Toulon in der Spielstätte, welche heute 8.200 Plätze umfasst. Das Stadion besteht aus den drei Tribünen Mouraille, Depallens und der 1999 eröffneten Borrelli. Seit seinem Bestehen wurde es über die Jahre mehrmals saniert und modernisiert.